# Csatlósháború

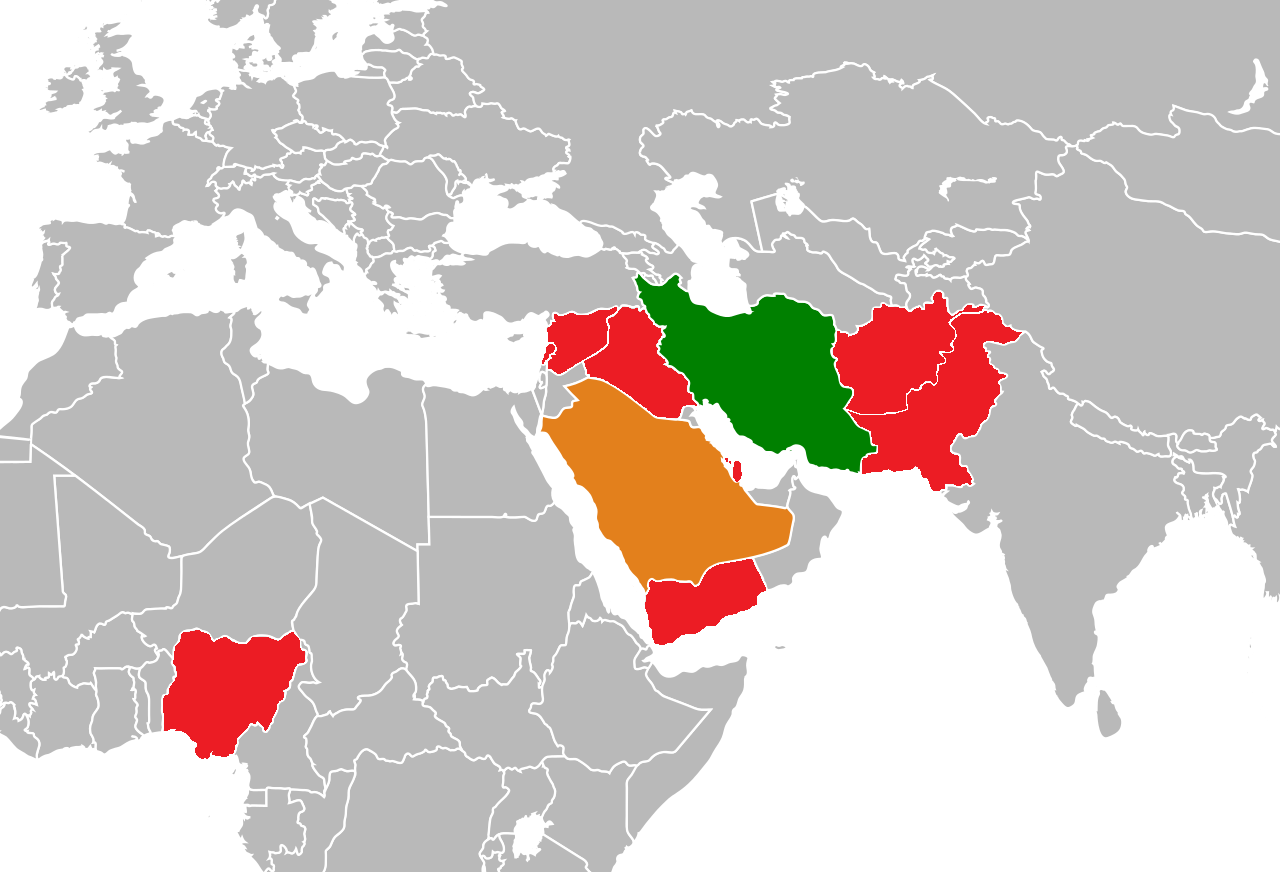
Iráni–szaúd-arábiai csatlóskonfliktus harcoló felei. A két ország a pirossal jelölt országok konfliktusaiban nyújtott segítséget.

A csatlósháború vagy angolosan proxyháború (angolː proxy war) olyan katonai konfliktus, amelyben egy vagy több harmadik fél közvetlenül vagy közvetve támogat egy harcoló felet azzal a céllal, hogy befolyásolja a konfliktus kimenetelét, és ezáltal előmozdítsa saját stratégiai érdekeit, vagy aláássa ellenfelei érdekeit. A proxyháborúban részt vevő harmadik felek nem vesznek részt jelentős mértékben a tényleges harcokban, már ha egyáltalán részt vesznek. A harmadik felek közvetlen támogatási eszközei közé tartozik a katonai segély és kiképzés, a gazdasági segítségnyújtás, és néha a helyettesítő erőkkel folytatott korlátozott katonai műveletek. A közvetett támogatási eszközök közé tartoznak a blokádok, szankciók, kereskedelmi embargók és más stratégiák, amelyek célja a rivális fél ambícióinak meghiúsítása.
A konfliktusban a külső ország a saját érdekeltségét, az ún. csatlós állam (vagy proxy) igyekezett védeni, általában a regionális hatalom vagy természeti erőforrások, például olaj feletti rendelkezés megszerzése érdekében. A csatlósállam jellemzően nem rendelkezik önálló külpolitikával és gyakran egy NSA (Non-state actor) azaz állammal nem egy kaliberű politikai szervezetek vagy társaságok. A két állam vazallus és vazallus államhoz hasonló kapcsolatban vagy birodalom és kolóniához hasonló, közvetlen alárendeltségi kapcsolatban is lehet egymással. Emellett csatlós államnak hívjuk a világháborúkban harcoló valamelyik féllel szövetségbe lépett, s az anyaállam által nagyban befolyásolt államokat is. 

## A proxyháború kifejezés
A „ proxyháború” (proxy war) kifejezés a hidegháború alatt került a nyelvekbe. Először a vietnámi háború alatt használták, majd az irodalomban és a politikában is megjelent. 
A Szovjetunió összeomlása után a kifejezés kiszélesült, és kiterjesztették más nagyhatalmak háborúira is a „hidegháború” előtt és után.
A hidegháború vége után a „proxyháború” kifejezés metaforaként is bekerült a köznyelvbe; a fegyveres konfliktusokon kívül is használják, amikor harmadik felek két rivális egyikét támogatják.

## Történelem
A proxyháborúknak igen hosszú története van a világpolitikában. A nemzetek és birodalmak katonai és külpolitikai stratégiaként is használták a szomszédos államok befolyásolására vagy akár leigázására. A Bizánci Birodalom (330–1453) például proxyháborúkat indított azzal, hogy szándékosan szította az ellenségeskedést a rivális nemzeteken belüli különböző csoportok között.
Az 1848-as délvidéki szerb felkelés is így nevezhető, hisz a szerb állam és az osztrák sereg is támogatta a törekvéseket.
A csatlósháborúkat a terrorháborúk (War on Terror) és a hidegháború tette híressé. A koreai, a vietnámi háború, az indokínai háborúk és a kubai rakétaválság, az indonéz szabadságharc és a szovjet-afgán háború stb. 
A kor háborúit a bipoláris világ két nagyhatalmának terület-motiválta intervencionizmusa jellemzi. A világháborút követően világ politikailag polarizálódott és az oldalt nem választó felek felett érvényesült a Truman-doktrína. 
A háborúkat általában taktikai alapon vívták, hogy megerősítsék érdekszférájukat, de a birodalmak belső területeire nem terjedtek ki, hisz egyik félnek se állt érdekében egy közvetlen konfliktus. A csatlóst az azt irányító állam pénzeli, fegyverzi és katonai segítséget nyújt neki, hogy hatalmi jelenléte a régióban stabil maradjon. Így a Varsói Szerződés országai közé tartozó Magyarország 56-os forradalmába való beleszólás is eszkalálódhatott volna, ezért a Nyugat csak minimális támogatást nyújtott.
A proxyháborúk a 21. században is folytatódtak. Figyelemre méltó példák közé tartozik a 2014-ben kitört jemeni polgárháborúban az Irán által támogatott militáns húszi mozgalom és a Szaúd-Arábia és szövetségesei által támogatott jemeni kormányerők közötti összecsapások.
A 2022-ben kitört ukrán-orosz háború során az Egyesült Államok és NATO-szövetségesei Ukrajnát támogatták, jelentős katonai segítséget nyújtottak az országnak és gazdasági szankciókat vezettek be Oroszországgal szemben, míg Kína és Irán Oroszországot támogatta.